# El diario de Greg (película de 2021)
El diario de Greg (título original en inglés: Diary of a Wimpy Kid) es una película de comedia animada de 2021 dirigida por Swinton Scott (en su debut como director) a partir de un guion de Jeff Kinney, basado en su libro de 2007 del mismo nombre. Es la segunda adaptación cinematográfica del libro, después de la película de acción real de 2010, y al mismo tiempo sirve como el primer reinicio completamente animado de la serie de películas Diary of a Wimpy Kid, y la quinta entrega en general. La película está protagonizada por las voces de Brady Noon, Ethan William Childress, Chris Diamantopoulos, Erica Cerra y Hunter Dillon.
Diary of a Wimpy Kid fue producida por Walt Disney Studios y Bardel Entertainment, este último brindando servicios de animación, y se estrenó en Disney+ como película original de Disney+ el 3 de diciembre de 2021. Recibió reseñas generalmente positivas de los críticos.
Una secuela, Diary of a Wimpy Kid: Rodrick Rules, se estrenó el 2 de diciembre de 2022.

## Reparto
- Brady Noon como Greg Heffley, un estudiante de sexto grado que anhela ser popular.[1]
- Ethan William Childress como Rowley Jefferson, el infantil mejor amigo de Greg.[1]
- Chris Diamantopoulos como Frank Heffley, el padre de Greg.[1]
- Erica Cerra como Susan Heffley, la madre de Greg.
- Hunter Dillon como Rodrick Heffley, el agresivo hermano mayor de Greg.
- Christian Convery como Fregley, un extraño compañero de clase de Greg.
- Veda Maharaj como Chirag Gupta, un niño que se convierte en el mejor amigo de Rowley.
- Billy Lopez como el Sr. Underwood, el entrenador de gimnasia de la escuela.
- Brenda Crichlow como la madre de Fregley
- Yuvraj Singh Kalsi como Charlie Davies, un compañero de clase de Greg.
- Robert Moloney como Joshie, una estrella del pop europeo a quien Rowley adora.
- Gracen Newton como Manny Heffley, el problemático hermano menor de Greg.
- Lossen Chambers como profesor titular, un profesor al que no le agrada Greg.
- Donny Lucas como el Sr. Humphreys, el director de la escuela.
- Cyrus Arnold como Teen Driver, el líder de los adolescentes que se opone a Greg y Rowley.
- Zeno Robinson como Adolescente con gorra de béisbol, otro de los adolescentes.
- Braxton Baker como Teen con Mullet, otro de los adolescentes.
- John Omohundro como Hulking Teen, un matón que se opone a Greg en su escuela.
- Jessica Mikayla Adams como chica apoyada
- Tessa Espinosa como chica de pelo rizado

## Producción

### Desarrollo
Tras el lanzamiento de Diary of a Wimpy Kid 3: Dog Days, la probabilidad de una cuarta película de acción real era escasa. En 2012, Jeff Kinney, autor de los libros El diario de Greg, había anunciado la posibilidad de que la próxima entrega fuera una película animada basada en Diary of a Wimpy Kid: Cabin Fever. En una entrevista para Diario de Greg: Mala Suerte, Kinney declaró que estaba trabajando con Fox en un especial de media hora basado en Cabin Fever, que estaba programado para emitirse a finales de 2014. El especial estaba destinado a ser una producción animada desarrollada en 20th Century Fox Animation y había comenzado a desarrollarse mientras Kinney trabajaba en las películas de acción real. Sin embargo, el proyecto nunca llegó a concretarse.
En agosto de 2018, la directora ejecutiva de 20th Century Fox, Stacey Snider, declaró que se estaba desarrollando una serie de televisión animada basada en Diary of a Wimpy Kid, después de que Kinney decidiera no permitir más adaptaciones de acción en vivo de la serie luego de la adaptación cinematográfica de The Long Haul. En agosto de 2019, tras la adquisición de 21st Century Fox por parte de Disney, se confirmó que el proyecto todavía estaba en desarrollo exclusivamente para streaming en Disney+.
En diciembre de 2020, se confirmó que el proyecto había sido remodelado como un largometraje animado reiniciado titulado simplemente Diary of a Wimpy Kid en el evento del Día del Inversor de Disney. Junto a este anuncio, se reveló que la producción estaba en marcha con una fecha de esttreno tentativa prevista para mediados de 2021. Para septiembre de 2021 se anunció que la película sería una adaptación del primer libro de la serie; mientras que la película estaba programada para su estreno el 3 de diciembre de 2021. Swinton Scott fue anunciado como director, con Kinney como escritor y productor. Brady Noon, Ethan William Childress y Chris Diamantopoulos fueron revelados como el elenco de voces.

### Animación
La animación fue proporcionada por Bardel Entertainment, con oficinas en Vancouver y Kelowna compuesta por un equipo de 82 personas, todos utilizando el software de renderizado de animación Arnold. Kinney optó por utilizar CGI a pesar del estilo de dibujo dibujado a mano del libro porque quería que la animación "pareciera que los libros habían cobrado vida". Pixar RenderMan también se utilizó para la película.

## Estreno

### Marketing
El primer vistazo de la película se mostró el 10 de diciembre de 2020, en el Día del Inversor de Disney, y muestra a Greg tratando de hacer rodar una gran bola de nieve cuesta arriba, solo para rodar colina abajo con ella. Esto no se usaría en la película en sí. El póster teaser se reveló el 2 de septiembre de 2021 (el mismo día que se anunció la fecha de estreno). La película se comercializó bajo la marca Disney, lo que generó especulaciones de que Walt Disney Pictures estaba involucrado en la película, lo que resultó ser cierto cuando se estrenó la película. El avance fue lanzado el 19 de octubre de 2021 por el canal de YouTube de Walt Disney Studios (el canal de YouTube de Walt Disney Pictures), lo que aumentó aún más las especulaciones. Además, la canción "Bring Your Friends" de Sam Shrieve se utilizó mucho en la campaña de marketing de la película, pero no apareció en la película en sí.
Una reimpresión del libro original presentó una nueva variante de portada de Disney+ para que sirviera como lanzamiento vinculado a la película (este libro presentó un primer vistazo a Rowley Jefferson en su forma animada por computadora). Al igual que el libro original, Amulet Books lanzó el libro, pero esta vez, en asociación con Disney Enterprises, Inc. y 20th Century Studios. Fue lanzado el 23 de noviembre de 2021.

### Streaming
La película fue lanzada por Disney Platform Distribution, como película original de Disney+, en Disney+, el 3 de diciembre de 2021. Sin embargo, la película se estrenó en el servicio a través de Walt Disney Pictures en lugar de 20th Century Studios. Se trasladó de 20th Century Studios y 20th Century Animation a Walt Disney Pictures en algún momento durante la producción por razones desconocidas.

## Secuela
El 23 de octubre de 2021, antes del estreno de la primera película, Jeff Kinney reveló que ya se están desarrollando secuelas. En el Día de Disney+, Kinney reveló que la secuela, basada en Rodrick Rules, se lanzaría en 2022. En marzo de 2022, el compositor John Paesano confirmó que volvería a componer la música de la película. El 12 de septiembre de 2022 se lanzó un póster de la película que anunciaba la fecha de estreno de la película el 2 de diciembre de 2022.
Kinney declaró que tiene la intención de adaptar todos sus libros a películas animadas para Disney+.